# Elvin C. Stakman

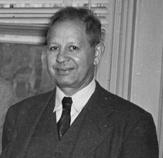
Elvin C. Stakman

Elvin Charles Stakman (* 17. Mai 1885 in Algoma, Wisconsin; † 22. Januar 1979 in St. Paul, Minnesota) war ein US-amerikanischer Pflanzenpathologe und Mykologe.
Sein botanisch-mykologisches Autorenkürzel lautet „Stakman“.

## Leben
Stakman studierte ab 1902 an der University of Minnesota (unter anderem Botanik und Germanistik) mit dem Bachelor-Abschluss 1906. Danach war er Lehrer in Minnesota. 1909 wurde er Assistent für Pflanzenpathologie an der University of Minnesota, erhielt 1910 seinen Master-Abschluss und hat 1913 über Getreiderost promoviert. Danach wurde er Professor an der Universität und leitete von 1940 bis zu seiner Emeritierung 1953 die Abteilung Pflanzenpathologie.
Stakman war ein führender Experte für Getreideschwarzrost und andere Pilzerkrankungen bei Pflanzen. In seiner Dissertation widerlegte er die damals gängige Hypothese, dass Getreiderost und ähnliche Pilzerkrankungen Übergangswirte in Form anderer Pflanzenarten hätten. Damals nahm man häufig an, eine Pilzart, die etwa Reis befiel, könnte über den Befall von Gerste eine Pilzerkrankung für Weizen werden, womit es sehr schwer geworden wäre, widerstandsfähige Sorten zu züchten. Ab 1918 organisierte er Kampagnen, um Berberitzen im Mittleren Westen auszurotten, die als Wirte für den Getreiderost in Frage kamen. Stakman fand Finanziers und sicherte die staatliche Unterstützung und die Kampagne, die bis in die 1950er Jahre dauerte, war erfolgreich auch als Mittel der Unterbindung von Getreiderostepidemien.
Er wies nach, dass sich die Sporen des Getreiderost durch Luftströmungen ausbreiten, indem er diese an Flugzeugflügeln bei Überflügen auffing. Stakman bemühte sich auch um die Zucht gegen Getreiderost widerstandsfähigerer Getreidesorten.
Zu seinen Doktoranden gehörten Margaret Newton und Norman Borlaug. Er hatte Studenten aus aller Welt und war 1930/31 Gastprofessor in Halle (wo er in Deutsch lehrte) und er war auch mehrfach Gastprofessor in Mexiko (wo er in Spanisch lehrte), teilweise im Auftrag der Rockefeller Foundation, für die er zuvor 1941 einen Report über die Aussichten dieser Form von Zusammenarbeit in Forschung und Lehre erstellt hatte. Es folgten weitere Initiativen für Forschungszentren für Landwirtschaft in Südamerika, Indien und den Philippinen.
Er war seit 1917 mit der Mykologin Louise Jensen verheiratet (die 1962 starb).

## Ehrungen
1925 wurde er zum Mitglied der Deutschen Akademie der Naturforscher Leopoldina gewählt.
Er war Mitglied der National Academy of Sciences, der American Academy of Arts and Sciences sowie der American Philosophical Society. 1949 war er Präsident der American Association for the Advancement of Science. Stakman war mehrfacher Ehrendoktor (u. a. Halle, Yale, Cambridge).
Im Jahr 1957 wurde er mit der Otto-Appel-Denkmünze ausgezeichnet.